# ヘルソン
ヘルソン（ウクライナ語:Херсон [xerˈsɔn] ( 音声ファイル)）は、南ウクライナに位置する都市で、ヘルソン州の州庁所在地である。

## 地理
ヘルソンは、草原ウクライナの最大の都市の一つで、ヘルソン州の西部、ドニプロ川の右岸の川口に位置する。気候は大陸気候である。

### 気候
| ヘルソンの気候         | ヘルソンの気候 | ヘルソンの気候 | ヘルソンの気候 | ヘルソンの気候 | ヘルソンの気候 | ヘルソンの気候 | ヘルソンの気候 | ヘルソンの気候 | ヘルソンの気候 | ヘルソンの気候 | ヘルソンの気候 | ヘルソンの気候 | ヘルソンの気候 |
| 月                     | 1月            | 2月            | 3月            | 4月            | 5月            | 6月            | 7月            | 8月            | 9月            | 10月           | 11月           | 12月           | 年             |
| ---------------------- | -------------- | -------------- | -------------- | -------------- | -------------- | -------------- | -------------- | -------------- | -------------- | -------------- | -------------- | -------------- | -------------- |
| 最高気温記録 °C （°F） | 15.0 (59)      | 18.6 (65.5)    | 22.1 (71.8)    | 28.0 (82.4)    | 37.7 (99.9)    | 39.5 (103.1)   | 40.5 (104.9)   | 40.7 (105.3)   | 33.3 (91.9)    | 32.0 (89.6)    | 21.8 (71.2)    | 16.5 (61.7)    | 40.7 (105.3)   |
| 平均最高気温 °C （°F） | 1.4 (34.5)     | 2.2 (36)       | 7.7 (45.9)     | 15.7 (60.3)    | 22.3 (72.1)    | 26.4 (79.5)    | 29.3 (84.7)    | 28.9 (84)      | 22.8 (73)      | 15.6 (60.1)    | 7.8 (46)       | 2.8 (37)       | 15.3 (59.5)    |
| 日平均気温 °C （°F）   | −1.7 (28.9)    | −1.3 (29.7)    | 3.2 (37.8)     | 10.1 (50.2)    | 16.1 (61)      | 20.4 (68.7)    | 22.9 (73.2)    | 22.3 (72.1)    | 16.7 (62.1)    | 10.4 (50.7)    | 4.1 (39.4)     | −0.2 (31.6)    | 10.3 (50.5)    |
| 平均最低気温 °C （°F） | −4.5 (23.9)    | −4.5 (23.9)    | −0.5 (31.1)    | 5.0 (41)       | 10.1 (50.2)    | 14.6 (58.3)    | 16.8 (62.2)    | 16.0 (60.8)    | 11.3 (52.3)    | 5.9 (42.6)     | 1.0 (33.8)     | −2.8 (27)      | 5.7 (42.3)     |
| 最低気温記録 °C （°F） | −26.3 (−15.3)  | −24.4 (−11.9)  | −20.2 (−4.4)   | −7.9 (17.8)    | −1.5 (29.3)    | 5.8 (42.4)     | 9.2 (48.6)     | 6.6 (43.9)     | −5.0 (23)      | −7.6 (18.3)    | −16.2 (2.8)    | −22.2 (−8)     | −26.3 (−15.3)  |
| 降水量 mm （inch）     | 29 (1.14)      | 30 (1.18)      | 29 (1.14)      | 32 (1.26)      | 39 (1.54)      | 52 (2.05)      | 44 (1.73)      | 35 (1.38)      | 42 (1.65)      | 32 (1.26)      | 38 (1.5)       | 33 (1.3)       | 435 (17.13)    |
| 平均降水日数           | 8              | 7              | 9              | 12             | 11             | 11             | 9              | 6              | 9              | 9              | 11             | 10             | 112            |
| 出典：Pogoda.ru.net    |                |                |                |                |                |                |                |                |                |                |                |                |                |

## 歴史
- 紀元前5世紀‐3世紀 スキタイ人の時代。
- 紀元前3世紀‐3世紀 サルマタイ人の時代。
- 4世紀‐5世紀 フン人の時代。
- 6世紀‐7世紀 アヴァール人の時代。
- 8世紀‐10世紀 ペチェネグ人の時代。
- 11世紀‐13世紀 クマン人の時代。
- 13世紀‐15世紀 モンゴル帝国の時代。
- 15世紀‐18世紀 クリミア・ハン国の時代。
- 1737年 露土戦争の時、現在のヘルソン周辺にロシア帝国がアレクサンドル砦（英語: Fort Alexander (Saint Petersburg）を築く。
- 1778年 グリゴリー・ポチョムキンの思案によりアレクサンドル砦のもとに要塞、造船所と都市が建設され、都市は「ヘルソン」と名づけられる。
- 1783年 ヘルソンでロシアの黒海艦隊の建設が始まる。ヘルソンは帝政ロシアの重要な軍事施設、軍港、商港となる。
- 1803年 ヘルソン県が設置され、ヘルソンは当県の県庁所在地となる。
- 1908年 ヘルソン発電所が創立される。
- 1917年 ヘルソンはウクライナ人民共和国の領土となる。
- 1918年1月 ヘルソンはロシアの赤軍により占領される。
- 1918年4月 ヘルソンはウクライナ軍、ドイツ軍とオーストリア軍によって奪還される。
- 1919年 ヘルソンはロシアの白軍により占領される。
- 1920年 ヘルソンは赤軍により占領され、ウクライナ社会主義ソビエト共和国の領土となる。
- 1923年 ヘルソン地区が設置され、ヘルソンは当地区の地区庁所在地となる。
- 1941年‐1944年 ナチス・ドイツ軍による占領期。
- 1944年 ヘルソン州が設置され、ヘルソンは当州の州庁所在地となる。
- 1971年 ヘルソン・クリミア大橋が建設される。
- 1991年 ウクライナは独立し、ヘルソンはヘルソン州の州庁所在地となる。
- 2022年
  - 2月24日 ロシアによるウクライナ侵攻始まる。3月上旬までに市内がロシア連邦軍に包囲、占拠された[5]。
  - 6月28日 市長がロシア軍により拘束される[6]。
  - 9月23日 4日間の日程でロシアへ編入の賛否を問う住民投票が始まった[7]。
  - 10月8日 クリミア大橋が爆発する。道路橋が爆発して並走鉄道橋で燃料タンク車両が発火し、橋の一部が崩壊する。
  - 11月9日 ロシア軍が撤退を決定[8]。
  - 11月11日 ロシア軍がヘルソンを含むヘルソン州ドニエプル川西岸地域からの撤退を完了[9]。

## 人口
- 1789年：2,000人
- 1792年：25,000人
- 1846年：54,000人
- 1850年：62,000人
- 1885年：65,000人
- 1910年：72,000人
- 1926年：58,000人
- 1939年：98,000人
- 1941年：102,000人
- 1959年：158,000人
- 1981年：329,000人
- 1989年：395,600人
- 2001年：367,200人[10]
- 2021年：283 649人（推計）[3]
  - ウクライナ人は約82パーセント (％)、その他は18％[10][注 2]
  - 母国語：ウクライナ語は約73％、ロシア語は25％、その他は2％[注 2]
  - 男性は47％、女性は53％[注 2]

## 姉妹都市
- ジェシュフ、ポーランド
- ザラエゲルセグ、ハンガリー
- シュメン、ブルガリア
- ケント、アメリカ合衆国
- ゾングルダク、トルコ
- オスロ、ノルウェー王国

## 観光

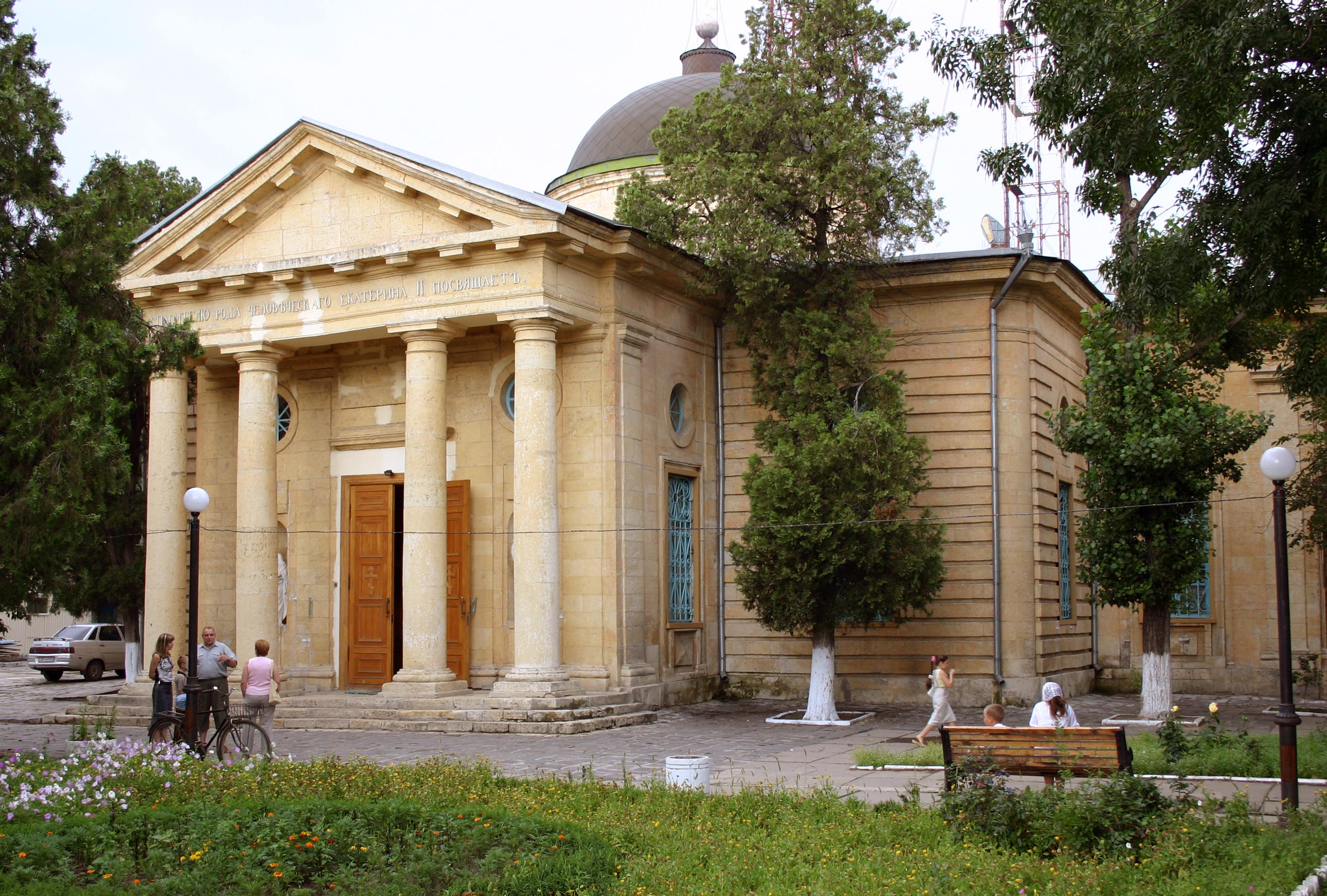
聖エカテリーナ大聖堂
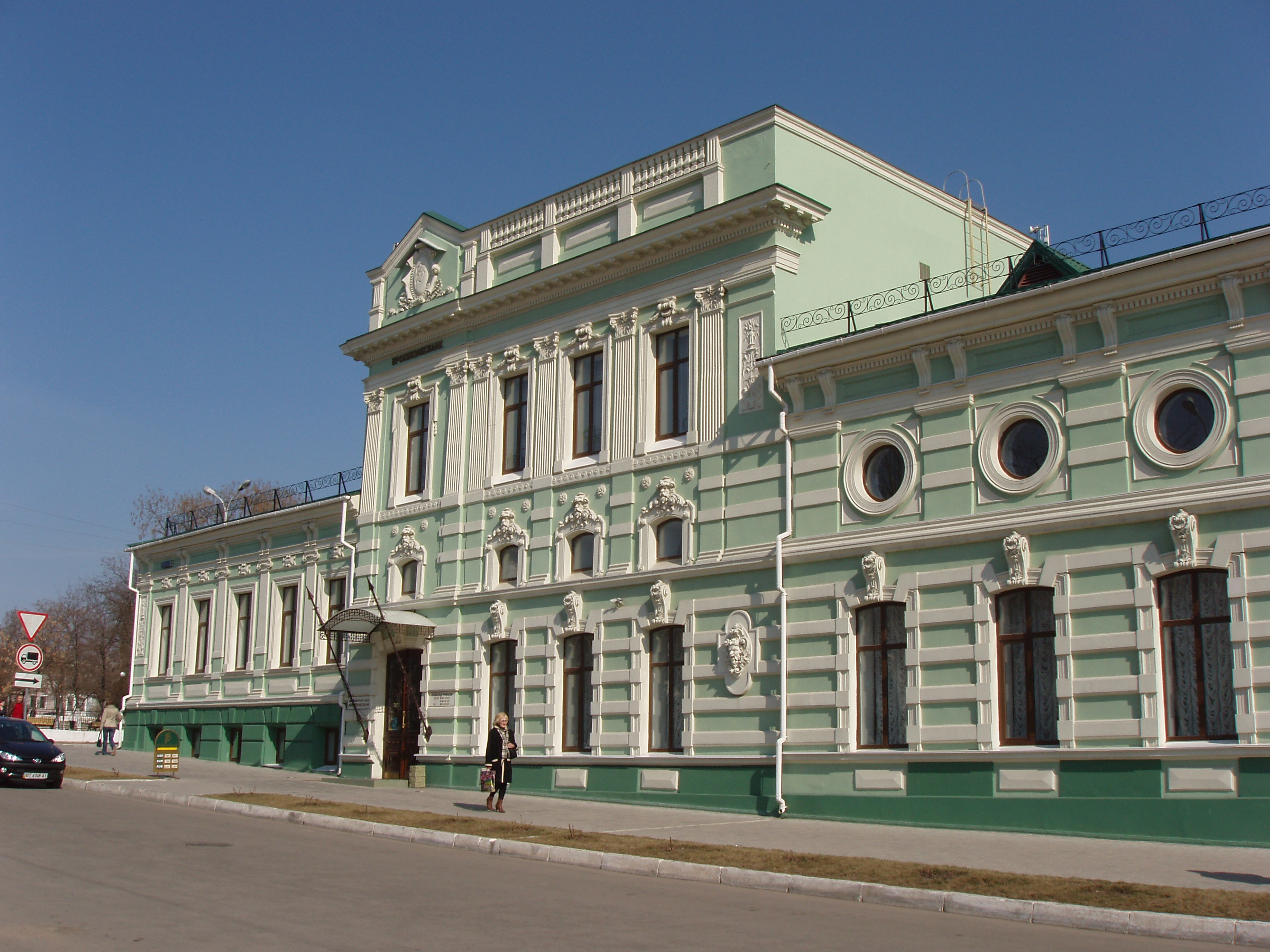
ヘルソン銀行
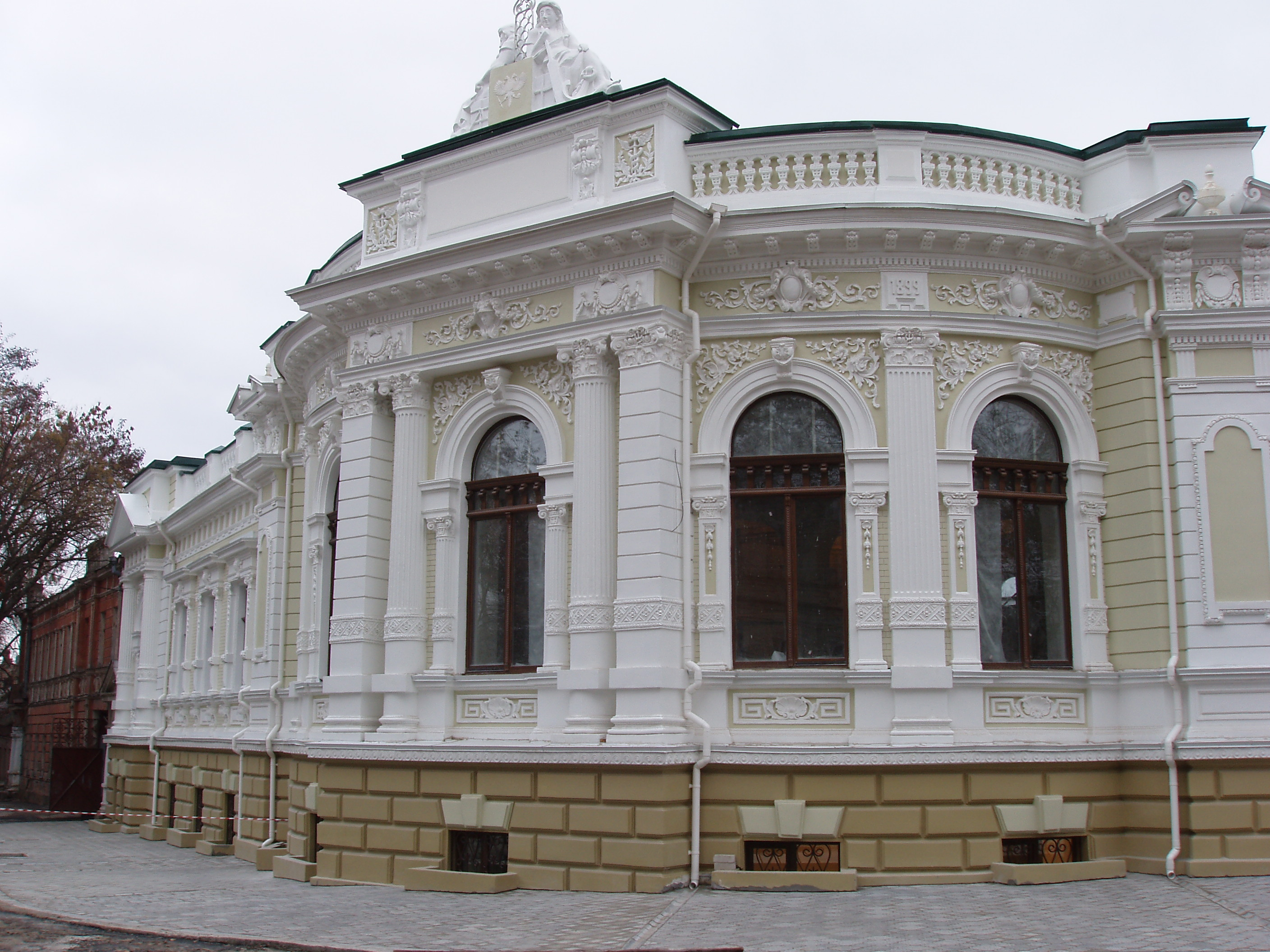
ヘルソン劇場
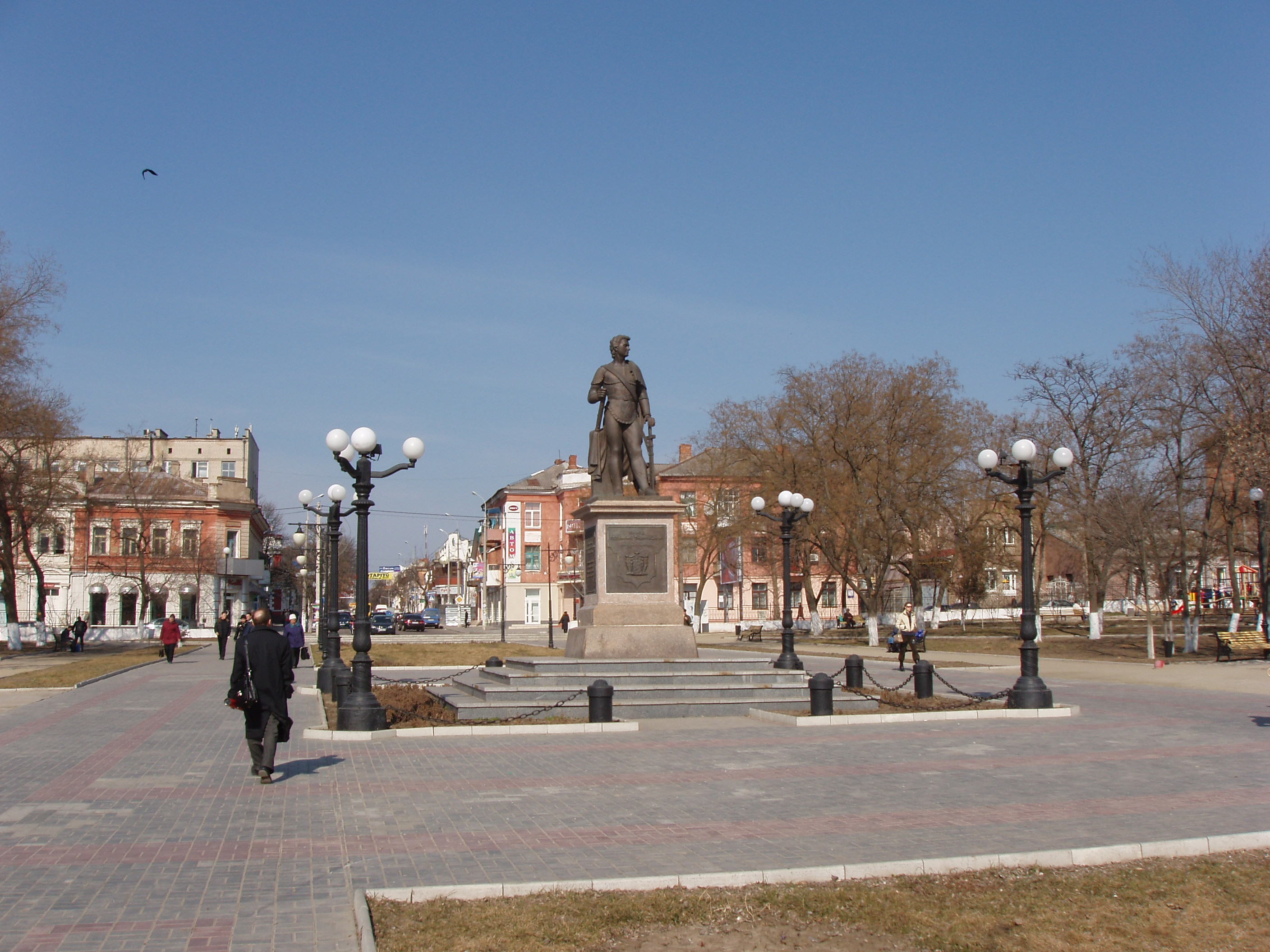
ポチョムキン公園